# Vogtia kurvae
Vogtia kurvae är en nässeldjursart som beskrevs av Alvarino 1967    . Vogtia kurvae ingår i släktet Vogtia och familjen Hippopodiidae. Inga underarter finns listade i Catalogue of Life.